# Parque nacional de Djurö
El Parque nacional de Djurö (en sueco: Djurö nationalpark) es una área protegida sueca que consiste en el archipiélago de Djuro, un grupo de unas 30 islas en el lago más grande de Suecia, el lago Vänern. Establecido en 1991, tiene una superficie de 24 kilómetros cuadrados.
Las islas están deshabitadas, pero hay un pabellón de caza y un faro automatizado. La fauna silvestre incluye el gamo común o europeo (Dama dama) y una gran variedad de aves como el águila pescadora, ostreros y grandes gaviotas de lomo negro. El horizonte de Djuro consta sólo de agua, excepto en dirección sur, donde es visible Kinnekulle.